# Cantó de Saint-Laurent-de-Chamousset
El cantó de Saint-Laurent-de-Chamousset és un antic cantó francès del departament del Roine, situat al districte de Lió. Té 14 municipis i el cap és Saint-Laurent-de-Chamousset.

## Municipis
- Brullioles
- Brussieu
- Chambost-Longessaigne
- Haute-Rivoire
- Les Halles
- Longessaigne
- Montromant
- Montrottier
- Saint-Clément-les-Places
- Saint-Genis-l'Argentière
- Saint-Laurent-de-Chamousset
- Sainte-Foy-l'Argentière
- Souzy
- Villechenève

| Data d'elecció                           | Identitat          | Partit                     | Qualitat |
| ---------------------------------------- | ------------------ | -------------------------- | -------- |
| 1946-1963                                | Gabriel Fougerouse | Divers droite              |          |
| 1963-1967                                | André Lotissier    | Divers droite              |          |
| 1967-1973                                | Joseph Vinay       | Divers gauche              |          |
| 1973-2004                                | René Trégouët      | Divers droite, després RPR |          |
| 2004-2015                                | Bernard Chaverot   | PS                         |          |
| les dades anteriors no són pas conegudes |                    |                            |          |